# Bună ziua, contesă
Bună ziua, contesă (titlul original: în spaniolă Buenos días condesita) este un film de comedie muzicală spaniol, realizat în 1967 de regizorul Luis César Amadori, după un subiect de Jesús María de Arozamena, protagoniști fiind actorii Rocío Dúrcal, Vicente Parra, Gracita Morales și Paquito Cano.
Unele dintre melodiile filmului au fost compuse de Los Brincos. Acest film a fost a treia filmare a lui Rocío Dúrcal cu Gracita Morales și cu un alt cuplu de actori care au lucrat anterior cu ea în Más bonita que ninguna.

## Rezumat
Maria își câștigă existența îngrijindu-se de afacerea bunicului ei, vânzând discuri într-un magazin din el Rastro. Colegii ei de vanzari o numesc „Condesita” (Contesa), pentru bunele ei maniere. Porecla îi oferă posibilitatea de a începe o înțelegere cu un tânăr care pentru a obține banii unchiului său, trebuie să demonstreze că are o relație formală cu o tânără bogată. La finalul înțelegerii, dragostea pentru cântat și bunele interpretări ale „Condesiței” îi permit să înceapă să aibă contracte muzicale și să-și îmbunătățească condiția economică. Când dragostea îi cucerește inima, norocul îi zâmbește și poate continua ce a început ca un joc.

## Distribuție
- Rocío Dúrcal – Maria
- Vicente Parra – Ramiro
- Gracita Morales – Mariuxa
- Paquito Cano – Teodomiro
- Aurora Redondo – mătușa Magdalena
- Ana María Custodio – Teresa
- Carlos Casaravilla –
- Antonio Riquelme – Anaclepto
- Luis Morris – Telemaco Vila
- Rafael Bardem – Felix
- Pilar Gómez Ferrer – La Unamuna
- Juan Antonio Riquelme –
- Jesús Guzmán – Etelemas
- Fernando Nogueras –
- Nicolás D. Perchicot – Antonio
- Josefina Serratosa – Doña Rómula
- Miguel Armario –
- Valentín Tornos – Criado
- Pilar Bardem –
- Pilar Gómez Redondo –
- Antonio Garisa – unchiul Rosendo

## Melodii din film
Coloana sonoră a filmului nu a atins aceeași faimă ca și producțiile anterioare, dar a reușit să coboare în posteritate cu piesa Cartel de publicidad. Încă o dată Rocío interpretează melodii de Los Brincos care i-au dat atâta faimă încă de la începutul carierei. De asemenea, interpretează Siempre Libera, un fragment din Traviata a lui Giuseppe Verdi, în care își arată abilitățile de soprană.
- Flores, Flores
- Creo en ti
- El rey que rabió (cu Gracita Morales)
- Cartel de publicidad
- Siempre Libera (Traviata, Giuseppe Verdi)
- Que va a ser de mi
- Tarantos y verdiales
- Contenta
- Viejo Madrid

## Premii
La premiile Sindicat Nacional de l'Espectacle din 1966, Rocío Dúrcal a primit premiul pentru cea mai bună actriță.

## Lansare
Filmul Bună ziua, contesă a avut premiera la Madrid în Spania pe data de 20 februarie 1967.
În România premiera filmului a avut loc la data de 14 februarie 1969 la cinematograful „Republica” din capitală.